# Drag Race México
Drag Race México é um reality show mexicano, do gênero competição, produzido pela World of Wonder, baseado na franquia RuPaul's Drag Race. O programa será transmitido pela MTV e Paramount+ no México e pelo WOW Presents Plus em outros países.
Drag Race México é a décima terceira adaptação internacional do reality show americano RuPaul's Drag Race, seguindo as versões chilena, tailandesa, britânica, canadense, holandesa, australiana e neozelandesa, espanhola, italiana, francesa, filipina, belga e sueca.

## Produção
A World of Wonder, produtora por trás de RuPaul's Drag Race, postou três chamadas de elenco nas redes sociais em 8 de agosto de 2022. As chamadas de elenco eram para novas adaptações de Drag Race em potencial no Brasil, Alemanha e México. O prazo para as concorrentes em potencial foi definido para 26 de agosto, com o prazo para envio do vídeo de audição definido para 9 de setembro de 2022. Muitos fãs de Drag Race convocaram Valentina ou Lolita Banana para apresentar o programa.
Em dezembro, foi confirmado que as novas edições da franquia Drag Race estrearão "na MTV e Paramount+ em seus respectivos territórios". O programa marca a terceira adaptação em espanhol do reality show americano, depois de The Switch Drag Race e Drag Race España.
Em 7 de maio de 2023, um teaser foi revelado no MTV Movie & TV Awards, anunciando que a série está marcada para estrear em 2023. A Rolling Stone anunciou que Valentina e Lolita Banana serão as apresentadoras da primeira temporada. Oscar Madrazo também foi confirmado como jurado.

## Concorrentes
As idades, nomes e cidades indicadas referem-se à época das filmagens.
| Concorrente      | Idade | Cidade de origem               | Posição |
| ---------------- | ----- | ------------------------------ | --- |
| Cristian Peralta | 35    | Guadalajara, Jalisco           | data-sort-value="" style="background: #DDF; color: #2C2C2C; vertical-align: middle; text-align: center; " class="no table-no2" \| ASA |
| Gala Varo        | 33    | Morelia, Michoacán             | data-sort-value="" style="background: #DDF; color: #2C2C2C; vertical-align: middle; text-align: center; " class="no table-no2" \| ASA |
| Matraka          | 25    | León, Guanajuato               | data-sort-value="" style="background: #DDF; color: #2C2C2C; vertical-align: middle; text-align: center; " class="no table-no2" \| ASA |
| Regina Voce      | 41    | Cidade do México               | data-sort-value="" style="background: #DDF; color: #2C2C2C; vertical-align: middle; text-align: center; " class="no table-no2" \| ASA |
| Lady Kero        | 33    | Ocotlán de Morelos, Oaxaca     | 5º Lugar |
| Margaret Y Ya    | 28    | Cidade do México               | 6º Lugar |
| Argennis         | 26    | Ciudad Juárez, Chihuahua       | 7º Lugar |
| Serena Morena    | 34    | Aguascalientes, Aguascalientes | 8º Lugar |
| Pixie Pixie      | 32    | Cidade do México               | 9º Lugar |
| Vermelha Noir    | 24    | Querétaro, Querétaro           | 10º Lugar |
| Miss Vallarta    | 25    | Puerto Vallarta, Jalisco       | 11º Lugar |

Notas:
1. ↑  Matraka Traka é referida como Matraka no programa.
2. ↑  Argennis Ruvalcaba Martinez, também conhecido como Argennis Drag, é referida como Argennis no programa.

## Progresso das concorrentes
| Participante     | 1      | 2      | 3      | 4      | 5      | 6      | 7      | 8      | 9      | 10     |
| ---------------- | ------ | ------ | ------ | ------ | ------ | ------ | ------ | ------ | ------ | ------ |
| Cristian Peralta | VENCEU | BOM    | BOM    | VENCEU | SALVA  | VENCEU | RUIM   | BOM    | VENCEU | VENCEU |
| Gala Varo        | SALVA  | SALVA  | SALVA  | BOM    | VENCEU | DUBLOU | SALVA  | TOP2   | DUBLOU | BOM    |
| Matraka          | BOM    | SALVA  | SALVA  | SALVA  | VENCEU | BOM    | VENCEU | VENCEU | RUIM   | DUBLOU |
| Regina Voce      | SALVA  | SALVA  | VENCEU | BOM    | SALVA  | SALVA  | BOM    | BOM    | BOM    | DUBLOU |
| Lady Kero        | BOM    | SALVA  | SALVA  | SALVA  | RUIM   | BOM    | DUBLOU | BOM    | ELIM   |        |
| Margaret Y Ya    | RUIM   | BOM    | RUIM   | SALVA  | BOM    | RUIM   | ELIM   |        |        |        |
| Argennis         | SALVA  | VENCEU | BOM    | DUBLOU | DUBLOU | ELIM   |        |        |        |        |
| Serena Morena    | SALVA  | DUBLOU | DUBLOU | RUIM   | ELIM   |        |        |        |        |        |
| Pixie Pixie      | SALVA  | SALVA  | SALVA  | ELIM   |        |        |        |        |        |        |
| Vermelha Noir    | DUBLOU | RUIM   | ELIM   |        |        |        |        |        |        |        |
| Miss Vallarta    | DUBLOU | ELIM   |        |        |        |        |        |        |        |        |

Legenda:
 Vencedora  A participante foi coroada a vencedora de Drag Race México.
 Finalista  A participante ficou em segundo lugar.
 Eliminada  A participante foi eliminada na final.
 Miss S.  A participante foi eleita Miss Simpatia da temporada pelas participantes.
 VENCEU  A participante foi considerada a melhor no desafio e foi a vencedora da semana.
 TOP2  A competidora ficou entre as duas melhores, dublou, mas perdeu.
 BOM  A participante recebeu críticas positivas e ficou entre as melhores, mas não venceu o desafio.
 SALVA  A participante teve um médio desempenho e foi declarada salva.
 RUIM  A participante recebeu críticas negativas e ficou entre as piores, mas foi salva da eliminação.
 DUBLOU  A participante ficou entre as piores, dublou pela sua vida e venceu a dublagem, permanecendo na competição.
 ELIM  A participante ficou entre as piores, dublou pela sua vida, perdeu a dublagem e foi eliminada.
 Convidada  A participante foi convidada para participar da reunião e da final.